# Брдо (Словенске Коњице)
Брдо (словен. Brdo) је насељено место у општини Словенске Коњице, Савињска регија, Словенија.

## Историја
До територијалне реорганизације у Словенији било је у саставу старе општине Словенске Коњице.

## Становништво
У попису становништва из 2011. године, Брдо је имало 95 становника.
| Број становника према пописима | Број становника према пописима | Број становника према пописима |
| ------------------------------ | ------------------------------ | ------------------------------ |
| 1991                           | 2002                           | 2011                           |
| 100                            | 92                             | 95                             |

Напомена: Године 2012. извршена је мања размена територије између насеља Брдо и Тепањски Врх.